# Alex Dutilh
Alex Dutilh, né le 29 septembre 1949 à Dax, est un journaliste de jazz, critique musical, et producteur de radio, notamment connu pour son émission quotidienne Open Jazz sur France Musique depuis 2008.

## Biographie
Alex Dutilh grandit à Beyrie-sur-Joyeuse, village des Pyrénées-Atlantiques où ses parents sont instituteurs. Il apprend le piano classique.
Il découvre le jazz en 1968 pendant ses années universitaires, après l'écoute du disque Olé Coltrane. Après des études de droit public et de sciences politiques à Bordeaux, Alex Dutilh s'installe à Paris en 1971 comme inspecteur des Douanes, puis professeur à l'École nationale des Douanes, et devient pigiste et photographe bénévole à la revue Jazz Hot de 1972 à 1980.
En février 1982, Laurent Goddet, rédacteur en chef de Jazz Hot, le présente à la direction de France Musique pour animer des émissions de jazz sous forme de séries thématiques hebdomadaires . En 2002, ces rendez-vous se transformeront en un magazine d'actualité, Jazz de Cœur, Jazz de Pique, pour lequel il réunit une équipe de chroniqueurs (Vincent Bessières, Fara C, Sebastian Danchin, Jacques Denis, Jonathan Duclos-Arkilovitch…). En septembre 2008, il crée l'émission quotidienne Open Jazz.
En 1982 il est membre de la Commission nationale pour le jazz et les musiques improvisées et préside l’association Jazz Action Paris-Ile-de-France, à partir de laquelle il crée en 1984 le Centre d'information du jazz (CIJ), ainsi que le Salon européen du jazz.
La même année il quitte l'administration des Douanes et devient journaliste au supplément Le Monde de la musique de 1983 à 1992, en tant que responsable de la rubrique jazz. Il dirige pendant la même période le Centre national d'action musicale (Cenam), responsable de la Fête de la musique, et devenu le Centre d’information et de ressources pour les musiques actuelles (IRMA).
En 1992 il co-fonde le mensuel Jazzman dont il est rédacteur en chef jusqu’en 2009.
De 1989 à 2000, il est directeur artistique du festival Musiques croisées à Saint-Sever, et de 1990 à 2009 directeur du Studio des variétés, un organisme de formation professionnelle continue pour chanteurs. Il présente pendant cette même période des émissions de jazz pour la chaîne Arte.
Entre 1990 et 2004, il est membre du jury du Jazzpar Price.
En 1997 Alex Dutilh est président de la Commission nationale des musiques actuelles qui rendra un rapport à la ministre de la Culture en 1998 pour développer une musique en faveur des musiques actuelles.
En 2024, après 42 ans à l'antenne de France Musique, Alex Dutilh annonce son départ de la radio.

## Récompenses
- Victoire du jazz dans la catégorie Plume de l'année en 2017